# Pedra do Anta
Pedra do Anta is een gemeente in de Braziliaanse deelstaat Minas Gerais. De gemeente telt 3.731 inwoners (schatting 2009).

## Aangrenzende gemeenten
De gemeente grenst aan Amparo da Serra, Canaã, Jequeri, São Miguel do Anta en Teixeiras.